# Statsadvokaten for særlige internationale straffesager
Statsadvokaten for særlige internationale straffesager blev etableret i foråret 2002 af justitsministeren. Statsadvokatens opgave var at behandle sager om alvorlig kriminalitet begået i udlandet. Herunder bl.a. folkedrab, forbrydelser mod menneskeheden og krigsforbrydelser.
Statsadvokaten stod for den strafferetlige efterforskning og tiltalerejsning i disse sager.
Med virkning fra 2012 blev advokaturen lagt sammen med Statsadvokaten for Særlig Økonomisk Kriminalitet til Statsadvokaten for Særlig Økonomisk og International Kriminalitet.

## Ekstern henvisning
- Årsberetninger for Statsadvokaten for særlige internationale straffesager 2002-2011